# ناپلئون (فیلم ۱۹۹۴)
«ناپلئون» (انگلیسی: Napoleon (1994 film)) یک فیلم است که در سال ۱۹۹۴ منتشر شد.